# Associazione di tipo mafioso
L'associazione di tipo mafioso è un reato previsto dal codice penale italiano.
Fattispecie autonoma dal reato di associazione per delinquere, venne introdotta dalla legge 13 settembre 1982, n. 646 (detta "Rognoni-La Torre" dal nome dei promotori) e quindi all'interno del V titolo della seconda parte del codice stesso, ossia nella parte disciplinante i delitti contro l'ordine pubblico.

## Storia
Fino al 1982 per contrastare il fenomeno della mafia in Italia, si faceva ricorso all'art. 416 c.p. che puniva l'associazione per delinquere, ma tale fattispecie risultò ben presto inefficace di fronte alla vastità e alle dimensioni del fenomeno mafioso, e le sue manifestazioni atipiche e tipiche. Tra le finalità perseguite dai soggetti uniti dal vincolo associativo ve n'erano anche di lecite, e ciò costituì il più grande limite all’esecuzione dell'art. 416 del codice penale.
A introdurre nel codice penale l'articolo 416-bis (rubricato "Associazione di tipo mafioso anche straniere") fu la legge 13 settembre 1982, n. 646, promulgata in seguito all'omicidio del segretario del PCI regionale Pio La Torre, avvenuto il 30 aprile 1982, e di quello del prefetto di Palermo, Carlo Alberto dalla Chiesa, avvenuto il 3 settembre nella strage di via Carini.

## Caratteristiche generali
La nuova fattispecie prevede l'individuazione dei mezzi e degli obiettivi in presenza dei quali ci si trova di fronte a un'associazione di tipo mafioso. Il legislatore così prese atto della tipica manifestazione del fenomeno mafioso, definendone alcuni tratti specifici per la prima volta nel 1982.
Infatti la definizione normativa di associazione di tipo mafioso di cui al terzo comma dell'art. 416-bis è:

## Tratti distintivi
Il mezzo che deve utilizzarsi per qualificare come mafiosa un'associazione è quindi la forza intimidatrice del vincolo associativo e della condizione di soggezione e di omertà che ne deriva.
Gli obiettivi sono:
- il compimento di delitti;
- acquisire il controllo o la gestione di attività economiche;
  - concessioni;
  - autorizzazioni;
  - appalti o altri servizi pubblici;
- procurare profitto o vantaggio a sé o ad altri;
- limitare il libero esercizio del diritto di voto;
- procurare a sé o ad altri voti durante le consultazioni elettorali.

Gli ultimi due obiettivi sono stati inseriti dalla legge 7 agosto 1992, n. 356, nell'ambito delle misure adottate a seguito delle stragi di Capaci  e di via D'Amelio. La norma prevede inoltre che anche nei casi di confisca di cui all'art. 444 del codice di procedura penale, si applichino le disposizioni in materia di gestione e destinazione dei beni sequestrati e confiscati previste dalla legge 31 maggio 1965, n. 575 (Disposizioni contro la mafia).
L'art. 416-bis dispone quindi la confisca dei beni, per tutte le associazioni riconducibili a quelle di tipo mafioso, comunque localmente denominate. Inoltre la legge 7 marzo 1996, n. 109 ha introdotto nell'ordinamento italiano la previsione del riutilizzo dei beni sequestrati per finalità sociali assegnandoli a enti locali, associazioni o cooperative.